# Orione (P 410)
Nave Orione (P 410) è un pattugliatore d’altura per la vigilanza della pesca (ViPe), la sorveglianza e la difesa costiera e il controllo del traffico mercantile marittimo; assieme al gemello Sirio fa parte della classe Costellazione 2ª serie del progetto denominato: Nuove Unità Pattugliamento d'Altura, unità gestite operativamente dalla Marina Militare e finanziate dal Ministero dei trasporti e della navigazione.

## Descrizione
L'unità porta il nome di una torpediniera della seconda guerra mondiale della Regia Marina che dopo il conflitto ha prestato servizio come unità di scorta nella Marina Militare: Orione.
È inquadrata nel COMSQUAPAT1 del COMFORPAT, il Comando delle forze da pattugliamento per la sorveglianza e la difesa costiera con base operativa a Cagliari. La nave è impiegata nel pattugliamento costiero ed in particolare nel controllo del traffico mercantile e la sorveglianza nel controllo dell'immigrazione nel canale di Sicilia.
Nell'ambito della sua attività di vigilanza, ha effettuato numerosi traghettamenti di clandestini in difficoltà nel tentativo di attraversare il Canale di Sicilia verso le coste italiane.
Il 1 luglio 2009 ha eseguito un respingimento illegale di clandestini in Libia e per questo episodio l'Italia è stata condannata a risarcire i deportati e a riammetterli in territorio italiano dando loro la possibilità di chiedere protezione internazionale (Il 14 novembre 2009 c'è stata la sentenza del tribunale civile di Roma)